# Labor limae
Il labor limae è il lavoro di "limatura" che ogni artista compie dopo aver abbozzato l'opera. Il termine è particolarmente usato nell'indicare la minuzia nella scelta delle parole compiuta da scrittori e poeti nelle proprie opere.
La locuzione deriva da un passo dell'Ars poetica di Orazio (vv. 290 sgg.). L'immagine della lima come "simbolo di un'arte raffinata", dopo Orazio, fu ripresa da altri scrittori latini (Ovidio, Marziale). Tuttavia, prima ancora di Orazio, Catullo stesso, insieme alla cerchia dei neòteroi, era stato un degno rappresentante del labor limae. Nella letteratura italiana il termine lima ha assunto, con riferimento implicito a questa locuzione, il significato di "Lavoro paziente, assiduo, meticoloso intorno a uno scritto", e addirittura di "ispirazione poetica", "mezzo stilistico", "criterio di valutazione della poesia".